# Librairie coopérative
 (août 2025).
Si vous disposez d'ouvrages ou d'articles de référence ou si vous connaissez des sites web de qualité traitant du thème abordé ici, merci de compléter l'article en donnant les références utiles à sa vérifiabilité et en les liant à la section « Notes et références ».
 (février 2023).
Une librairie coopérative est une entreprise de type coopérative présente dans la plupart des cégeps et des universités francophones du Québec, qui se charge de la vente des livres mis à l'étude par les professeurs ainsi que des notes de cours. La plupart des coopératives offrent aussi des produits connexes comme des livres de littérature générale, de la papeterie ou de la marchandise informatique.

## Historique
La première librairie coopérative du Québec est née en 1940 mais elle n'était pas une organisation légalement constituée. En 1941, la coopérative du Séminaire de Nicolet est légalement fondée et elle devient donc la première coopérative scolaire du Québec.
En 1947 le Québec compte une soixantaine de coopératives. La Fédération des coopératives étudiantes est formée, mais elle fera faillite en 1951.

## Établissements scolaires possédant une Librairie coopérative

### Cégeps
- Collège Ahuntsic
- Collège d'Alma
- Collège André-Grasset
- Cégep André-Laurendeau
- Cégep régional de Lanaudière à L'Assomption
- Collège de l'Assomption
- Cégep de Baie-Comeau
- Cégep Beauce-Appalaches
- Collège Boréal
- Centre d'études collégiales de Chibougamau
- Cégep de Chicoutimi
- Collège de Maisonneuve
- Cégep Édouard-Montpetit
- Cégep de Rosemont
- Cégep de Saint-Hyacinthe

### Universités
- École de technologie supérieure
- Polytechnique Montréal
- HEC Montréal
- Université de Montréal
  - Faculté d’aménagement
  - Faculté de droit
- Université Laval
- Université de Sherbrooke
- Université du Québec à Chicoutimi
- Université du Québec à Montréal
- Université du Québec à Rimouski
- Université du Québec en Abitibi-Témiscamingue
- Université du Québec en Outaouais
- Université du Québec à Trois-Rivières